# Servius Cornelius Lentulus (Prätor)
Servius Cornelius Lentulus war ein römischer Senator und Politiker.
Gnaeus Cornelius Lentulus gehörte zum Zweig der Lentuli der Familie der Cornelier. Erstmals tritt Lentulus 172 v. Chr. als Mitglied einer Gesandtschaft nach Griechenland in Erscheinung. 169 v. Chr. wurde er Prätor der Provinz Sicilia.